# Maison Renaissance (Montoire-sur-le-Loir)
Pour les articles homonymes, voir Maison Renaissance.
La maison Renaissance est une maison construite au début du XVIe siècle à Montoire-sur-le-Loir (Loir-et-Cher), place Georges-Clemenceau, reconnue monument historique. Elle est connue sous différents noms, correspondant à ses propriétaires successifs : maison Frédureau, maison du bailli et maison Busson.
Propriété de la seigneuresse locale des Frédureau puis de leurs alliés pendant de nombreux siècles, la maison est acquise en 1853 par le peintre parisien Charles Busson. Ce dernier la revend tout à la fin du XIXe siècle à la famille Gérard de la Fosse. Elle reste en leur possession durant quatre-vingt ans.
Elle est aujourd'hui est un établissement touristique.

## Historique
La maison est construite vers 1520 avec des motifs Renaissance. Comme la maison voisine du Cadran solaire, elle appartient à la famille du bailli Fredureau.
En 1642, lorsque son propriétaire Jacques Frédureau est fait lieutenant de Montoire, il fait sculpter son blason au-dessus de la porte d'entrée. Jaloux, son voisin peint un cadran solaire sur sa façade, avec l'inscription « Ici-bas, rien ne sert d'acquérir des droits certains par ses mérites, puisque le soleil luit aussi bien pour les bons et les méchants ». En réponse, Frédureau écrit au-dessus d'une de ses fenêtres « Justitia tu deleto vindictam » (« Toi justice, détruit l'esprit de revendication. »).
Le bâtiment devient une possession de la famille Hüe de Montaigu, alliée des Frédureau, au cours du XVIIIe ou du XIXe siècle. Aimée Hüe de Montaigu, épouse de Tucé, en est la propriétaire au début du XIXe siècle. La maison est acquise en 1853 par le peintre paysagiste Charles Busson, originaire de Montoire et actif à Paris, qui fait construire un atelier de style parisien. Il la vend une quarantaine d'années plus tard, en 1894, à la famille Gérard de la Fosse. Cette dernière, qui ne l'occupe que partiellement, en fait tour à tour un presbytère, une école primaire puis un atelier de couture.
La maison, dans son entièreté, est inscrite au patrimoine des monuments historiques le 29 décembre 1927.
Durant l'Occupation allemande, la maison accueille le siège de la Kommandantur locale. La famille Gérard La Fosse en reste propriétaire jusqu'en 1973.
Annie Bourdinaud prend possession du bâtiment durant les années 2000, après qu'il a été inoccupé pendant une dizaine d'années. Devenu un établissement touristique, elle l'aménage en chambre d'hôtes.

## Galerie

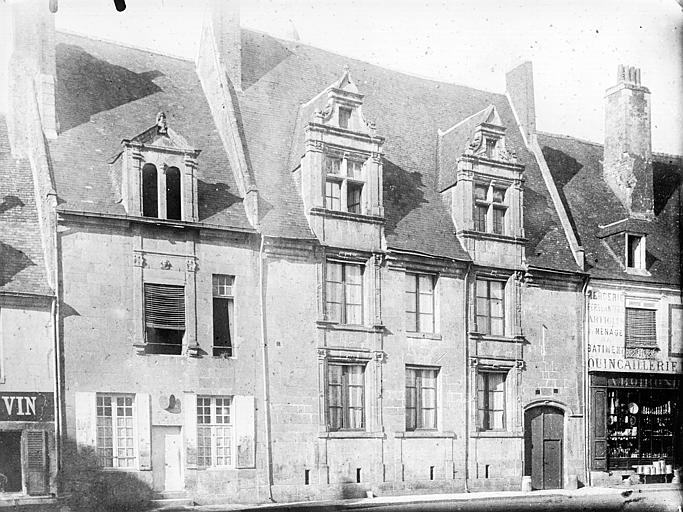
La maison Renaissance à la fin du XIXe siècle, photographiée par Félix Martin-Sabon[5].
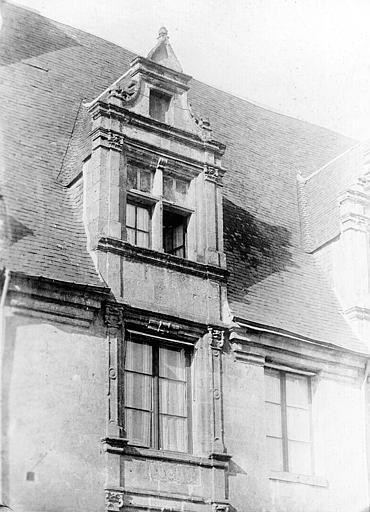
Détail d'une fenêtre, par Félix Martin-Sabon.
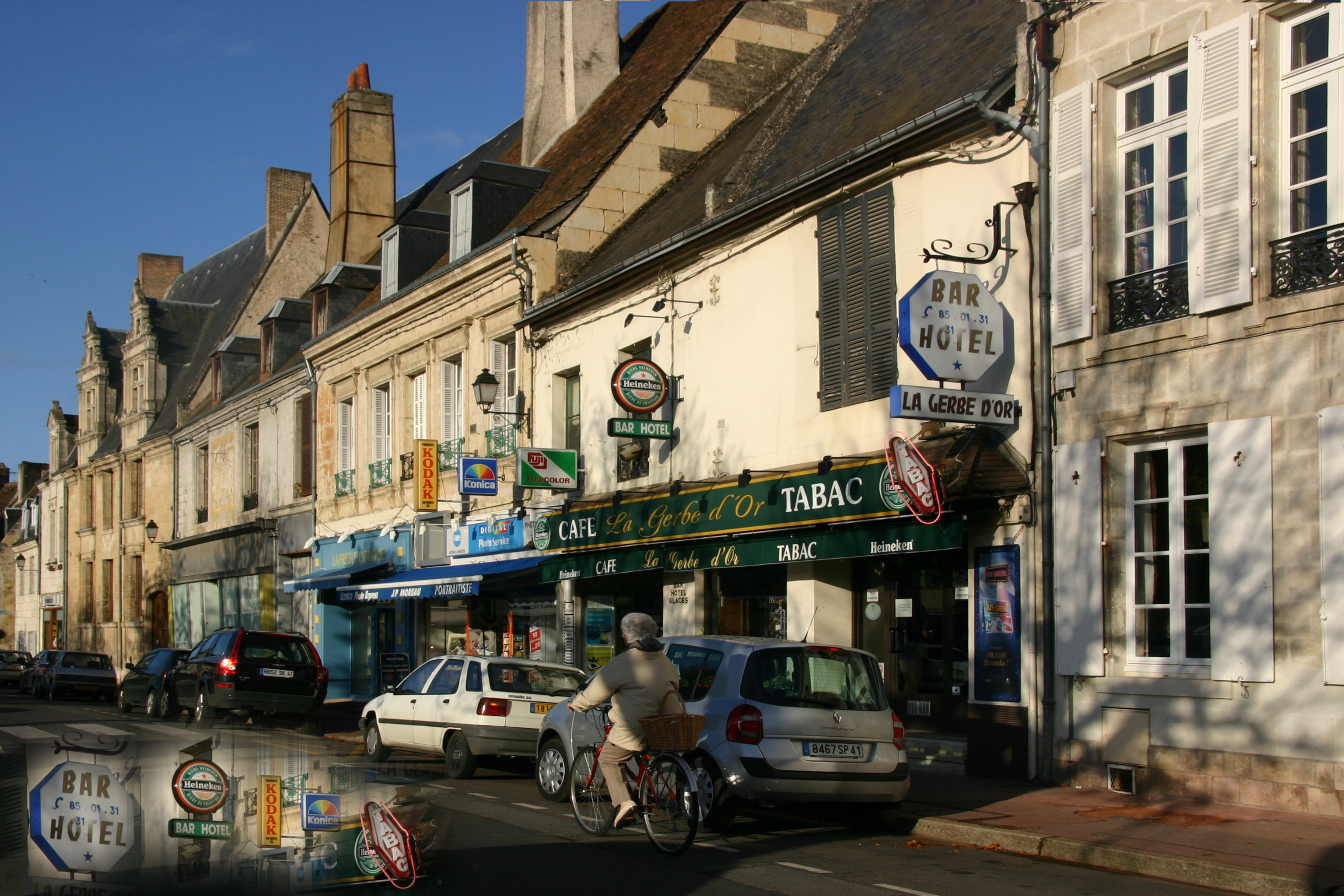
La place Georges-Clemenceau en 2008. En arrière-plan, les maisons Renaissance et du Cadran solaire.
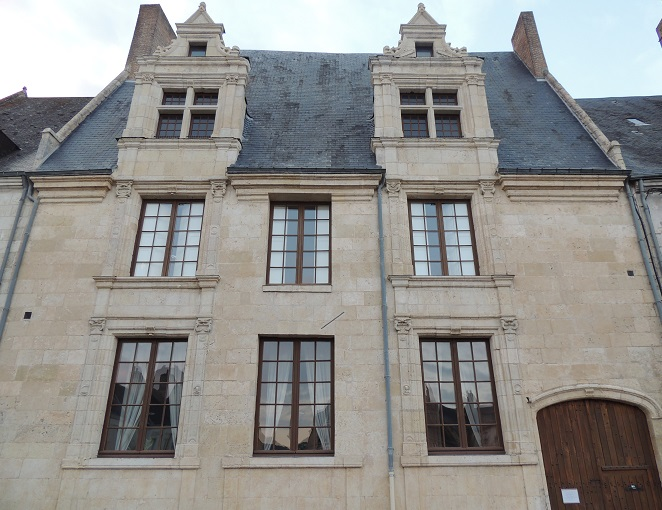
Façade de la maison.